# Acraea beni
Acraea beni är en fjärilsart som beskrevs av Bethune-Baker 1908. Acraea beni ingår i släktet Acraea och familjen praktfjärilar. Inga underarter finns listade i Catalogue of Life.